# Asilus forficula
Asilus forficula är en tvåvingeart som beskrevs av Macquart 1846. Asilus forficula ingår i släktet Asilus och familjen rovflugor. Inga underarter finns listade i Catalogue of Life.